# Krigsåret 1873

## Pågående krig
- Tredje carlistkriget (1872-1876)[1]
  - Spanien på ena sidan
  - Karlister på andra sidan

## Händelser
- 27 mars – Slaget vid Turret Peak.
- 26 april – Slaget vid Sand Butte.
- 4 augusti – Slaget vid Honsinger Bluff

## Födda
- 29 januari – Ludvig Amadeus, hertig av Abruzzerna, italiensk prins och amiral.
- 10 oktober – Charles de Champs, Sveriges förste marinchef.

## Avlidna
- 20 mars – Richard Church, grekisk general.
- 6 juni – Adalbert av Preussen, preussisk amiral och överbefälhavare.
- 17 september – Charles Yorke, 4:e earl av Hardwicke, brittisk amiral.
- 27 september – Ernle Chatfield, brittisk amiral.

### Fotnoter
1. ↑  ”Chronological List of All Wars”. Arkiverad från originalet den 9 oktober 2014. https://web.archive.org/web/20141009082543/http://www.correlatesofwar.org/COW2%20Data/WarData_NEW/WarList_NEW.pdf. Läst 30 juni 2011.